# Joseph Edlbacher
Franz Joseph Edlbacher, auch Edelbacher (* 27. Jänner 1817 in Grünburg; † 4. April 1868 in Linz) war ein österreichischer Beamter und Maler.

## Leben
Edlbacher war Jurist im Dienst der Stadt Linz, später des Landes, zuletzt ab 1864 als Statthaltereirat.
Als Maler vornehmlich von Veduten und Panoramen war er Autodidakt. Er war ab 1851 Mitbegründer und Sekretär des oberösterreichischen Kunstvereins.